# تبرک

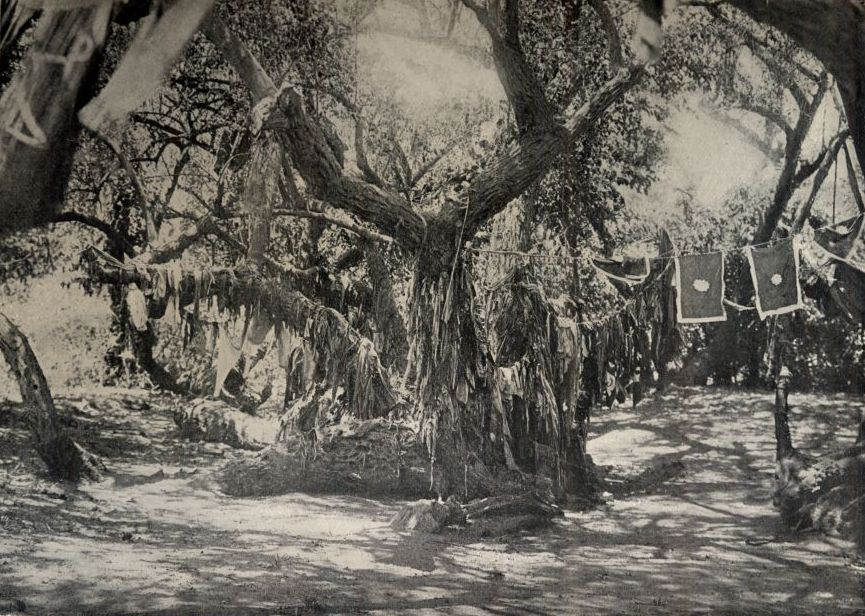
درختی که مردم، لباس‌هایشان را برای تبرک به اطراف آن آویزان کرده‌اند. ۱۹۱۸ میلادی

تبرک به چیزی، یعنی طلب برکت و تمن به آن چیز است. تبرک در فرهنگ‌ها، به اختلاف عقائد، مختلف است و غالباً به مقدسات، تبرک صورت گرفته می‌شود.

## تبرک در اسلام
آموزه تبرک یافتن هرچند در قرآن چندان به کار نرفته و یک آموزه مؤکد محسوب نمی‌شود، ولی در مقام عمل و سنت عامیانه دینی، توجه زیادی به آن معطوف شده و در بسیاری از اعمال و مناسک قابل مشاهده است. در اسلام مناسک مربوط به تولد، ازدواج و مرگ تا حدی با تبرک آمیخته بوده و موجب نتایجی چون افزایش رزق و روزی، افزایش عمر، کثرت اموال و فرزندان، حفظ سلامتی، تقویت رابطه معنوی با خداوند، و افزایش اعتبار و آبروی فرد می‌شود. ضمناً بر خلاف مسیحیت کاتولیک که تبرک یافتن به عنوان آموزه‌ای الهیاتی در آن مطرح است، در تشیع این مقوله بیشتر در دین عامه مورد توجه است تا الهیات.

### صحابه‌ای که به قبر پیامبر اسلام تبرک کرده‌اند
ابی درداء گزارش داده‌است که روزی بلال -موذن محمد بن عبدالله-در خواب محمد بن عبدالله (صل الله علیه و آله و سلم) را دید و در خواب محمد (صل الله علیه و آله و سلم) به وی گفت: ای بلال، این چه جفایی است که در حق من کردی؟ ای بلال بر تو است که به زیارت من بیایی. وی نیز با حالتی حزین به زیارت قبر محمد (صل الله علیه و آله و سلم) رفت.
از دیگر صحابه، ابوایوب انصاری است که روزی برای زیارت قبر محمد بن عبدالله (صل الله علیه و آله و سلم) حرکت کرد و هنگامی که به نزد قبر رسید سرش را بر روی قبر گذاشت، در حقیقت او با این کار تبرک به قبر پیامبر اسلام جست.

### تبرک به موی پیامبر
بر اساس گزارش‌هایی که در منابع اسلامی آمده‌است، مسلمانان جهت شفای بیماری، به موی پیامبر تمسک می‌جستند. از جمله این موارد روایت عثمان بن عبدالله و عبدالله بن أحمد بن حنبل است.

### تبرک به منبر پیامبر
در منابع اسلامی، روایات بسیاری از تبرک به منبر رسول خدا آمده‌است. از جمله آنها روایتی است که قاضی عیاض در کتاب شفاء خود که پسر عمر بن خطاب، دستی را بر منبر رسول خدا قرار داد و سپس به صورت خود کشید و با این کار تبرک جست به منبر پیامبر. در برخی منابع نیز از دعا در کنار منبر رسول خدا جهت قبولی آن یاد کرده‌اند.

### تبرک به نام پیامبر و امامان شیعه
تبرک به نام پیامبر و امامان شیعه از جمله سنت‌هایی است که شیعیان به آن پایبند هستند. هرچند در این تبرک اجباری در کار نیست. در این شیوه تبرک، نام امامان و پیامبر اسلام بر روی کفن نوشته می‌شود.

## تبرک در مسیحیت
تبرک در مسیحیت به عنوان یکی از هفت آئین اساسی مسیحیت محسوب می‌شود که به آن عشای ربانی نیز گفته می‌شود. بر اساس اعتقاد مسیحیت، متبرک شدن مستلزم تماس فیزیکی یا ارتباط معنوی یک موجود با امر مقدس است و سبب انتقال تقدس از امر مقدس به موجود نامقدس می‌شود. آموزه تبرک در مسیحیت کاتولیک بسیار مورد توجه بوده و در کتاب مقدس فراوان از آن یاد شده‌است. بر این مبنا، مصادیق عمده تبرک در سنت کاتولیکی عبارتند از: تبرک در تولد، تعمید، ازدواج و مرگ. از نتایج متبرک شدن نیز می‌توان به: رسیدن به ملکوت آسمان، وارث زمین شدن، فرزندان خدا خوانده شدن، آمرزیده شدن خطایا و پوشانیده شدن گناهان، یافتن تاج حیاتی را که خداوند به محبان خود وعده فرموده‌است، آرام گرفتن در روح جلال خدا، و رستن از رنج اشاره کرد.

## تبرک در یهود
یهودی‌ها مراسمات مختلفی داشته که در آن به مسائل مختلفی تبرک می‌جویند.

### تبرک به خون قربانی
بر اساس باور دینی یهودیان فرقه یهودا، در عید فِصح، یک قربانی صورت می‌گیرد که بنابر آنچه در تورات آمده، قربانی باید گاو باشد اما بنابر رساله دینی فرقه یهودا، قربانی باید یک کودک انسان باشد. پس از انجام مراسم قربانی، از خون قربانی خمیری تولید شده و به آن تبرک جسته می‌شود.

### تبرک به الاغ
```
منابعی فارسی از جشنی در اسرائیل یاد کرده‌اند که در آن یهودیانی حسیدی پینسک کارلین، با استناد به یکی از قوانین تورات، الاغ کوچکی را تزئین کرده، در شهر می‌گردانند و در مقابل او به دعا کردن مشغول می‌شوند.

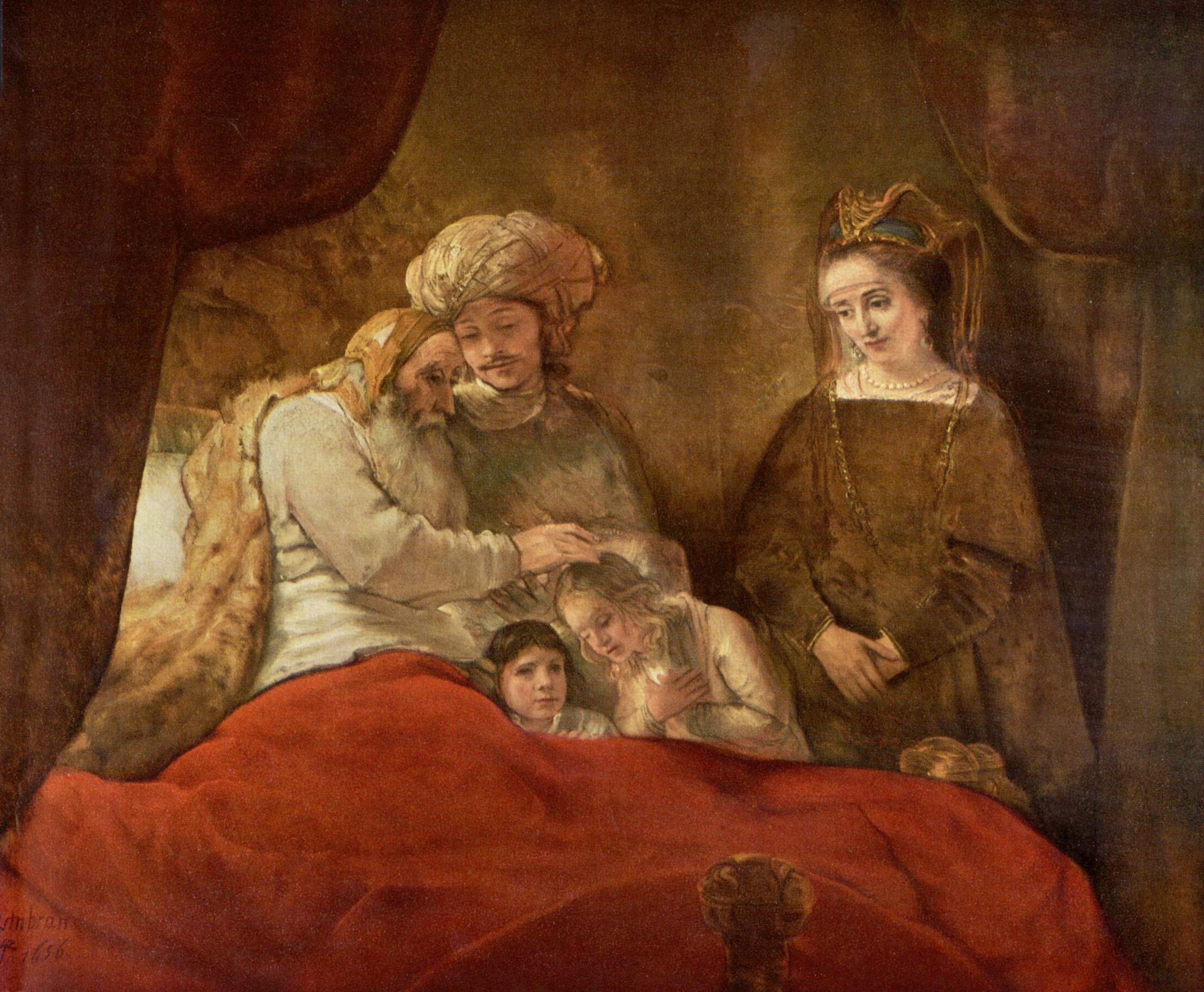
تابلو «یعقوب در حال تبرک پسران یوسف» اثر رامبرانت، ۱۶۵۶ میلادی

[
۱۰
]
```

## تبرک در اقوام دیگر
تبرک به آثار باقی‌مانده از پیامبران، در بین امت‌های مختلف قبل از اسلام نیز گزارش شده‌است. از جمله تبرک به لباس انبیاء و سایر بقایای نبی هر قوم. از این موارد می‌توان، تبرک یعقوب به لباس یوسف که در قرآن اشاره است را متذکر شد. در آیه ۹۳ سوره یوسف در قرآن به این مطلب اشاره شده‌است.